# Esna
Esna (arabsky إسنا‎, koptsky ⲥⲛⲏ) je město v Egyptě nacházející se na pravém břehu Nilu asi 55 km jižně od Luxoru. Staří Egypťané město nazývali Tasenet, Řekové Latopolis. V roce 2006 mělo město 68 000 obyvatel.
Významnou architektonickou památkou je Chnumův chrám.

## Historická Esna
Řecké jméno Latopolis pochází od okounovité ryby lates nilský (Lates niloticus). Tato největší ryba žijící v Nilu zde byla považována za posvátnou.
Chnumův chrám je doložen již z období 18. dynastie, za Ptolemaiovců a v Římské době byl však zásadně přestavěn. Zasvěcen je bohu plodnosti Chnumovi, jeho manželce Menhit a synu Hekovi. Stěny jsou zdobeny reliéfy ptolemaiovských vládců a římských císařů stojících před různými egyptskými bohy. Chrám je pouze částečně odkrytý, nachází se asi 200 m od Nilu a jeho základna je zhruba 9 metrů pod úrovní dnešních ulic.

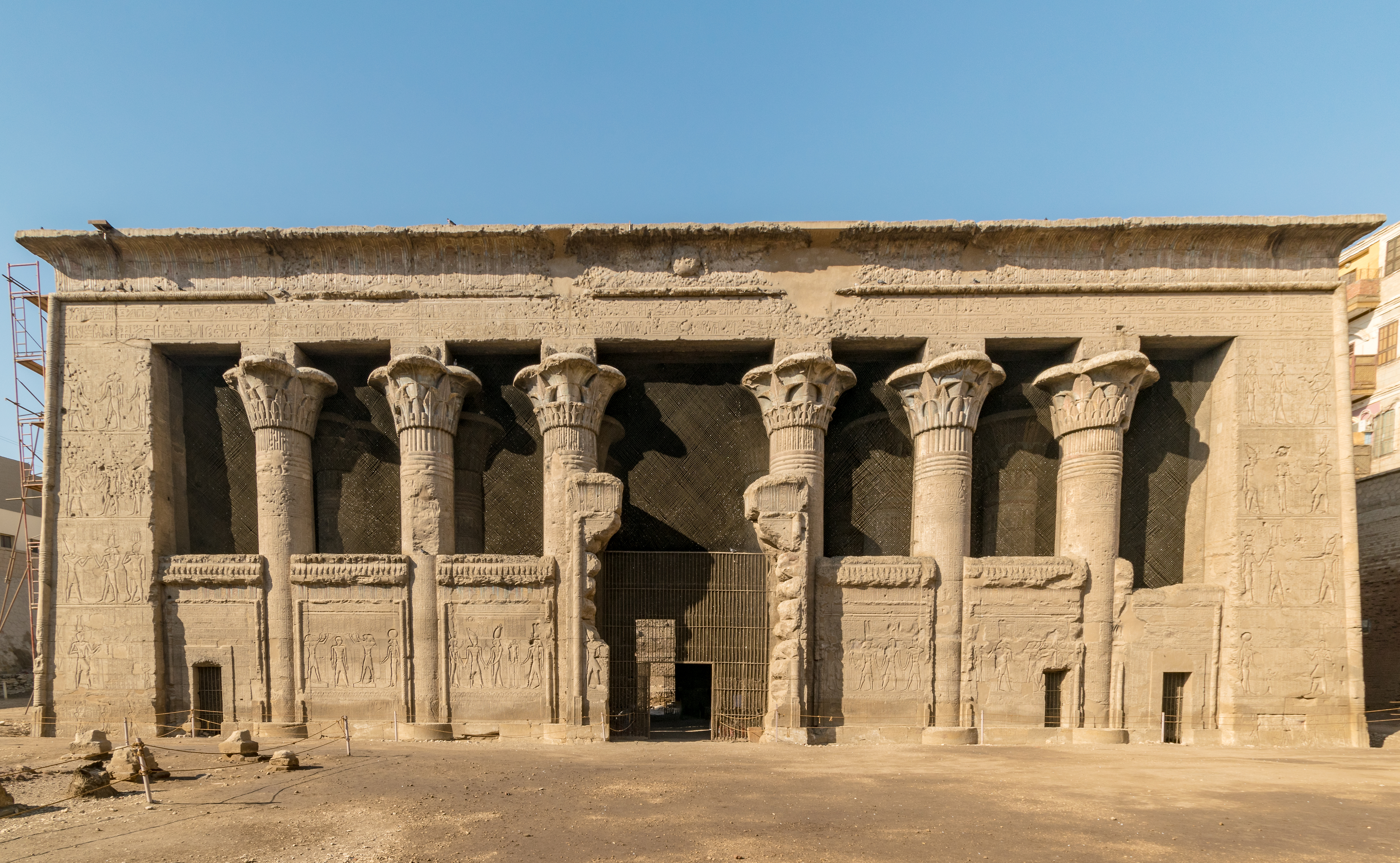
Průčelí Chnumova chrámu
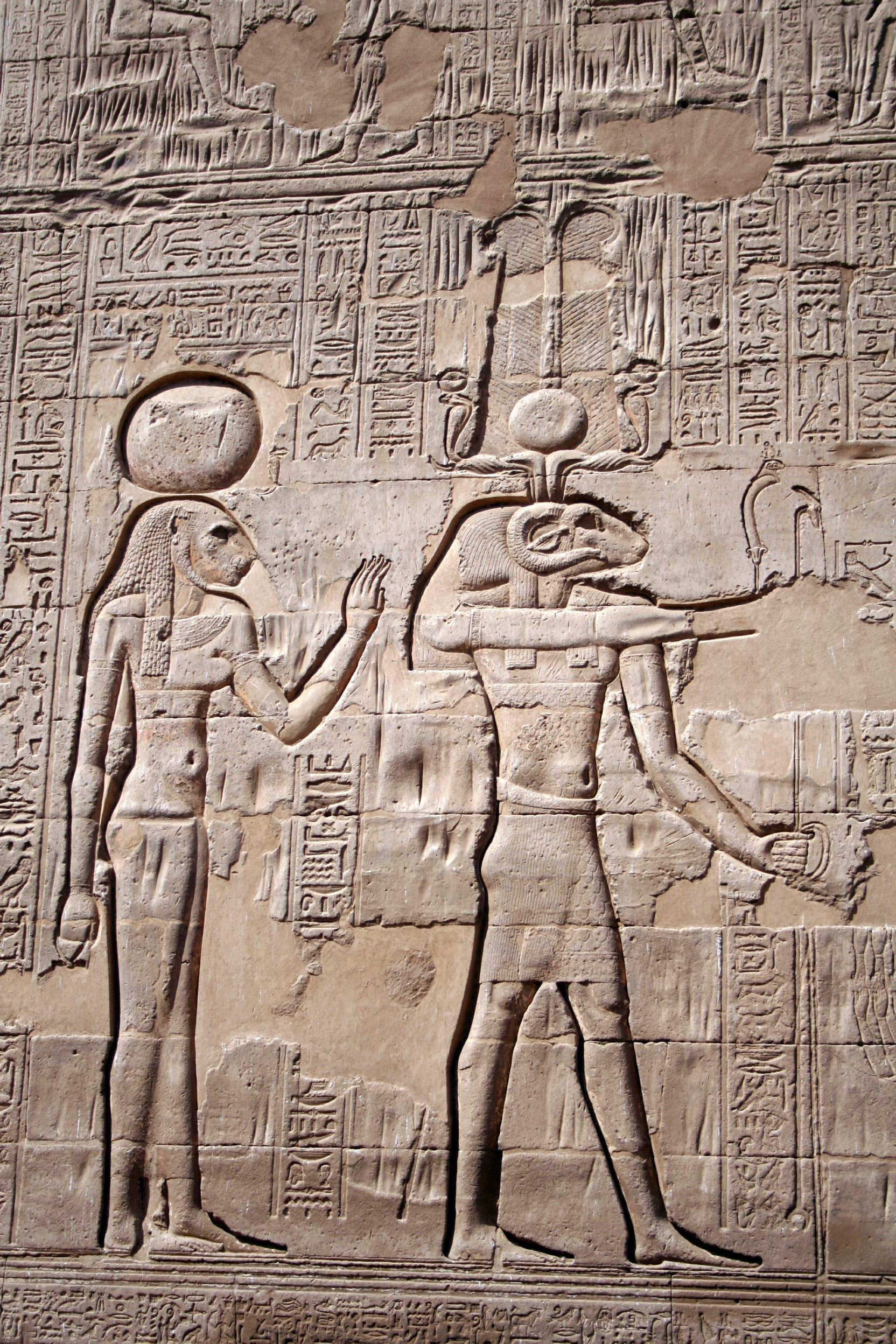
Chnum a Menhit
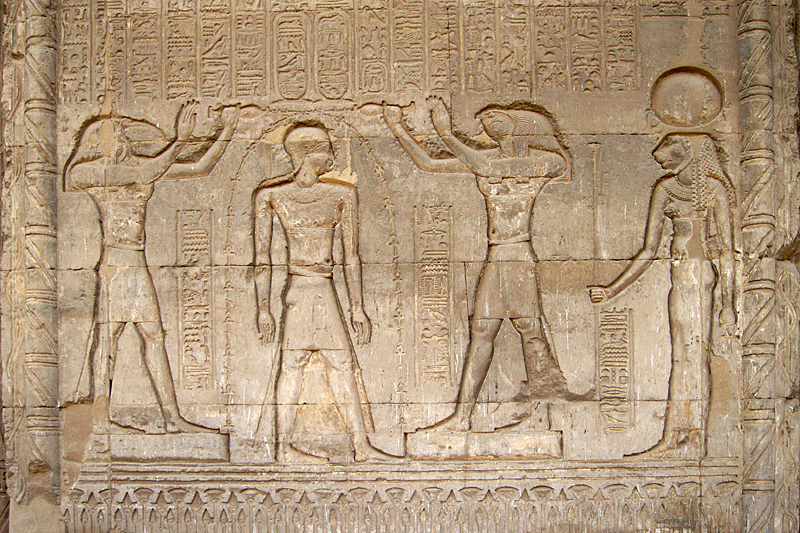
Císař Claudius (druhý zleva) je očišťován bohy Thovtem a Harsiesetem

## Moderní Esna
Ve městě se nacházejí dva přehradní mosty přes Nil, první postavený Brity slouží od roku 1906, druhý je pak z 90. let 20. století. Hotelové lodě plavící se po Nilu z Luxoru do Asuánu či nazpět zde mohou strávit řadu hodin, než se jim podaří proplout systémem zdymadel.
Hlavními turistickými atrakcemi jsou zdejší trhy a výše zmíněný Chnumův chrám.